# Биндэр
Биндэр (монг. Биндэр) — сомон аймака Хэнтий в восточной части Монголии. Численность населения по данным 2010 года составила 3 455 человек.
Центр сомона — посёлок Онон, расположенный в 185 километрах от административного центра аймака — города Ундерхаан и в 460 километрах от столицы страны — Улан-Батора.

## География
Сомон расположен в восточной части Монголии. Граничит с соседними сомонами Батноров, Батширээт, Баян-Адарга, Дадал, Умнедэлгэр и Хэрлэн, а также с Российской Федерацией. По территории Биндэра протекают реки Онон, Таре, Сухелег, Амгалант, Хайрхан.
Из полезных ископаемых в сомоне встречаются цветные металлы и плавиковый шпат.

## Климат
Климат резко континентальный.

## Инфраструктура
В сомоне есть школа, больница, торговые и обслуживающие учреждения, деревообрабатывающий, кормовой и продовольственный комбинаты.